# William T. Barry
William T. Barry (5 février 1784 – 30 août 1835) est un politicien et homme d'État américain.